# مرلي فيليبس
مرلي فيليبس (بالإنجليزية: Merle Phillips)‏ هو ضابط وسياسي أمريكي، ولد في 21 سبتمبر 1928 في الولايات المتحدة، وتوفي في 30 ديسمبر 2013 في نفس البلد. حزبياً، نشط في الحزب الجمهوري. وقد انتخب عضو مجلس نواب بنسيلفانيا.